# Oś Stanisławowska

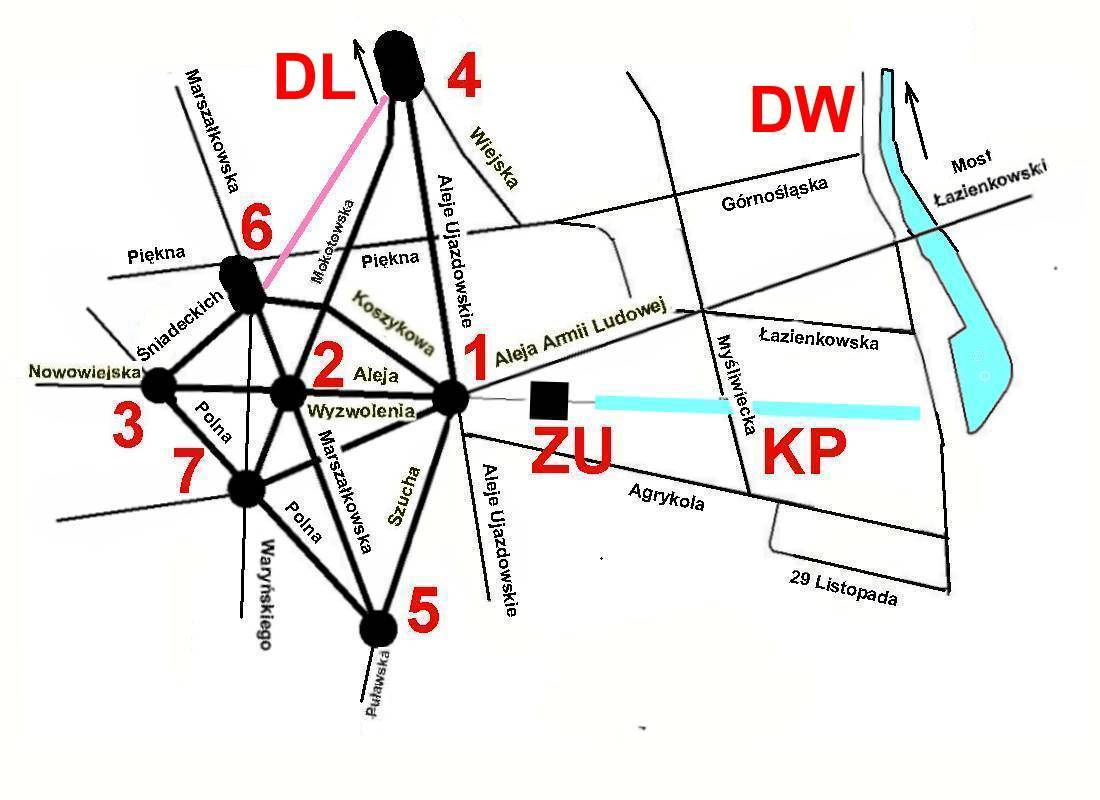
Oś Stanisławowska według siatki ulic i placów (2009). ZU – Zamek Ujazdowski; KP – Kanał Piaseczyński; 1 – pl. Na Rozdrożu; 2 – pl. Zbawiciela; 3 – pl. Politechniki; 4 – pl. Trzech Krzyży; 5 – pl. Unii Lubelskiej; 6 – pl. Konstytucji; 7 – rondo Jazdy Polskiej. Linia fioletowa – brakujące ramię (brak odpowiedniej ulicy). DW, DL odpowiednio droga wodna i droga lądowa z Zamku Ujazdowskiego do Zamku Królewskiego

Oś Stanisławowska – zabytkowe, przestrzenne założenie urbanistyczne XVIII-wiecznej Warszawy.

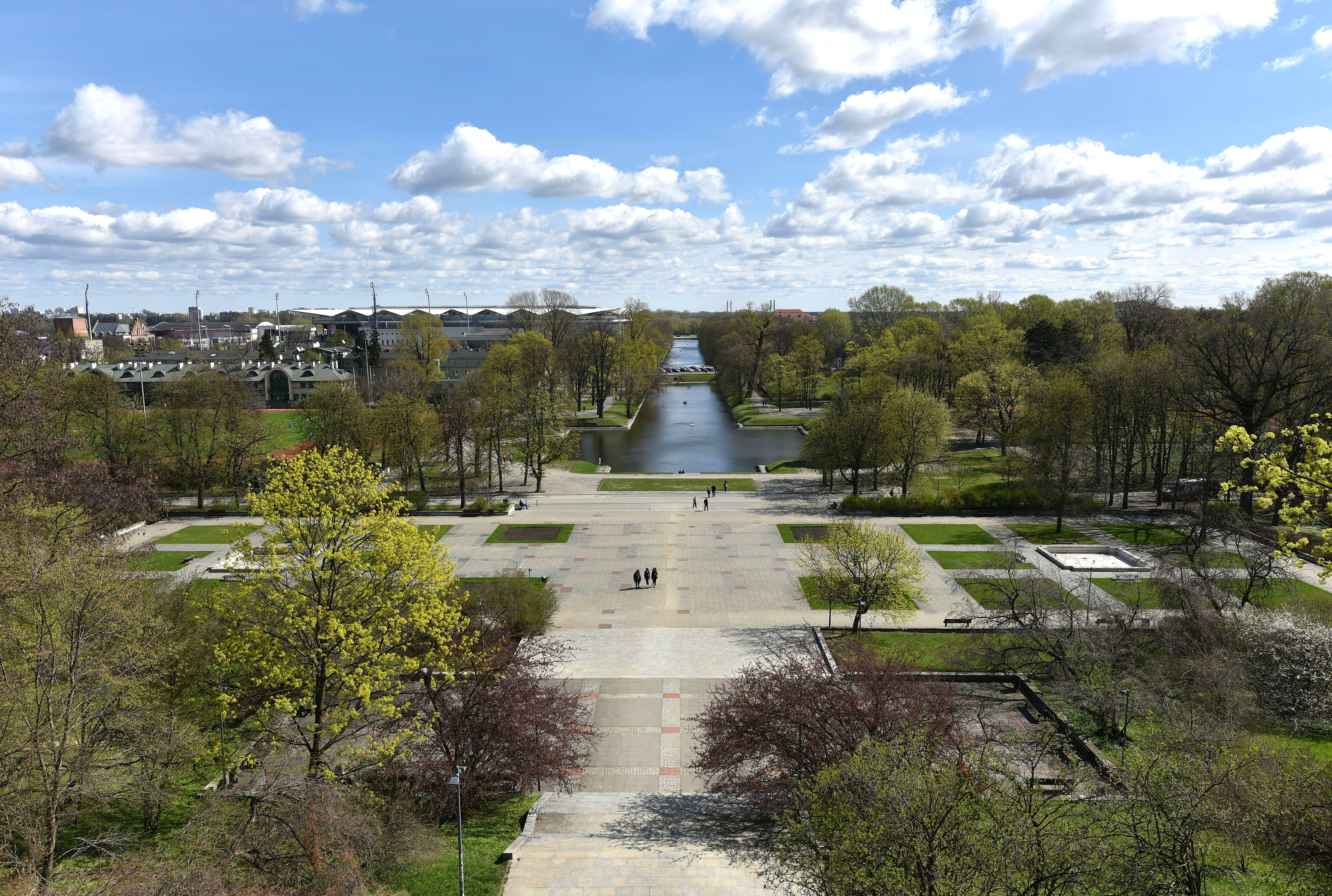
Oś Stanisławowska poniżej Zamku Ujazdowskiego - widoczny Kanał Piaseczyński

Zainicjowane przez króla Stanisława Augusta Poniatowskiego w 1780, wzorowane na francuskich układach przestrzennych, miało łączyć poprzez układ placów gwiaździstych ówczesną Warszawę z królewską podmiejską posiadłością w Ujazdowie. W ten sposób powstały współczesne place: Na Rozdrożu, Zbawiciela (d. Rotunda), Unii Lubelskiej, Trzech Krzyży i Politechniki. Polne drogi łączące te place awansowały do rangi ulic. Kluczową częścią osi był trakt łączący Ujazdów z polami elekcyjnymi na Woli, nazywany Drogą Królewską. Główną oś założenia stanowi kierunek wyznaczony przez Kanał Piaseczyński, Zamek Ujazdowski, a następnie ciąg obecnych ulic: al. Wyzwolenia, ul. Nowowiejskiej, ul. Niemcewicza i ul. Prądzyńskiego. Autorem osi był prawdopodobnie Efraim Szreger. Oś oparta na schemacie latawca ma promienisty układ dróg.
W latach 90. XIX wieku fragment dawnej Drogi Królewskiej znalazł się w obrębie Zespołu Stacji Filtrów; jej przebiegowi odpowiada znajdująca się na jego terenie alejka.
W okresie powojennym podjęto próbę rewitalizacji Osi. Była ona jednym (obok ulicy Marszałkowskiej) z dwóch głównych elementów, na której oparto założenie urbanistyczne Marszałkowskiej Dzielnicy Mieszkaniowej. W latach 1950–1955 Oś obudowano socrealistyczną zabudową: ul. Nowowiejska, plac Zbawiciela, osiedle Latawiec. Przebudowy nie doprowadzono do końca.
W 1965 roku oś jako założenie urbanistyczne została wpisana do rejestru zabytków.
W latach 70. oś została przerwana przez budowę Trasy Łazienkowskiej.